# Мистрал
Вижте пояснителната страница за други значения на Мистрал.
Мистралът е метеорологично явление, наблюдавано по югоизточното крайбрежие на Франция, главно между Марсилия и Тулон, по долината на р. Рона. То е свързано със силен студен северозападен вятър, предимно през зимата и пролетта. Когато натрупването на студен въздух на върха на планината добие критична маса, натежава и се спуска под формата на студен и силен вятър, наричан мистрал.